# Cantone di Saillans
Il Cantone di Saillans era un cantone della Francia dell'arrondissement di Die.
A seguito della riforma approvata con decreto del 20 febbraio 2014, che ha avuto attuazione dopo le elezioni dipartimentali del 2015, è stato soppresso.

## Composizione
Comprendeva i comuni di:
- Aubenasson
- Aurel
- Chastel-Arnaud
- La Chaudière
- Espenel
- Eygluy-Escoulin
- Rimon-et-Savel
- Saillans
- Saint-Benoit-en-Diois
- Saint-Sauveur-en-Diois
- Vercheny
- Véronne